# Yuan Yao
Yuan Yao est un prince de la fin de la dynastie chinoise des Han.

## Biographie
Yuan Yao est le fils aîné de Yuan Shu, seigneur de la guerre chinois au IIe siècle appartenant au clan des Ru'nan Yuan (en). 
Lorsque Yuan Shu s'auto-proclame empereur, Yao devient prince héritier. Après la mort de son père, en 199, il part rejoindre Liu Xun à Lujiang, qui lui offre sa protection lorsque Sun Ce attaque. Plus tard, Yuan Yao devient conseiller à la cour de Sun Quan et sa fille épouse le fils de ce dernier.